# Partidul Liberal Democrat
Die Partidul Liberal Democrat (PLD) („Liberaldemokratische Partei“) war etwa ein Jahr lang existierende (zwischen 2006 und 2007), im Mitte-rechts-Spektrum angesiedelte, Partei in Rumänien.
Sie entstand im Dezember 2006 als Abspaltung von der regierenden Partidul Național Liberal (PNL) unter Ministerpräsident Călin Popescu-Tăriceanu. Ihr gehörten 19 der 332 Abgeordneten im rumänischen Abgeordnetenhaus und 8 von 137 Senatoren an. Vorsitzender war der ehemalige Ministerpräsident Theodor Stolojan.
Die Partei befand sich – auch aufgrund persönlicher Differenzen – in fundamentaler Opposition zur Popescu Tăriceanu-Regierung und unterstützte den Staatspräsidenten Traian Băsescu.
Im Dezember 2007 fusionierte die Partidul Liberal Democrat mit der Partidul Democrat („Demokratische Partei“) unter Emil Boc zur Partidul Democrat Liberal (Demokratisch-Liberalen Partei).